# Fiat 3000
Fiat 3000 je bil italijanski tank, ki ga je izdelovalo podjetje Fiat. Tank je bil narejen po tanku FT-17.

## Zgodovina
Tank so začeli razvijati tik po prvi svetovni vojni. Tank je bil izdelan po tanku FT-17 in je bil prvi italijanski tank, ki je šel v serijsko proizvodnjo. Naročenih je bilo 1400 tankov, vendar jih je bilo narejenih le 100. Glavni vzrok je bil konec prve svetovne vojne. V uporabo je vstopil leta 1921. 
Do začetka  druge svetovne vojne so tank nekajkrat izboljšali. V bojih je prvič nastopil leta 1926 v libiji. V boje so ga poslali tudi leta 1935 v Etiopiji. Zanimivost tanka Fiat 3000 je, da ga niso poslali v Španijo med špansko državljansko vojno kljub temu, da je tank nastopil v zgodnji fazi druge svetovne vojne.